# Карл фон ден Щайнен
Карл фон ден Щайнен (на немски: Karl von den Steinen) е германски лекар, етнолог, пътешественик-изследовател.

## Биография

### Образование и младежки години (1855 – 1879)
Роден е на 7 март 1855 година в Мюлхайм, Прусия. През 1872 година завършва гимназия в Дюселдорф, а след това изучава медицина с профил психиатрия в университетите в Цюрих, Бон и Страсбург. След дипломирането си от 1878 до 1879 година работи като помощник-психиатър в Берлин.

### Изследователска дейност (1879 – 1888)
В периода 1879 – 1881 година извършва околосветско пътешествие и провежда етнологични изследвания на островите в Тихия океан.
От 1882 до 1883 година участва в германска експедиция като лекар и изследва животинския свят в Антарктика – на остров Южна Джорджия.
През 1884 година, заедно с братовчед си Вилхелм фон ден Щайнен и астронома Ото Клаус, провеждат астрономически измервания в Аржентина. Същата година тримата се прехвърлят в Бразилия и извършват първото изследване на река Шингу (1980 км), от горното ѝ течение – река Тамитатуала (Батови, открита от него), до устието ѝ. Откриват притоците на Шингу – реките Ронуру (ляв) и Кулуени (десен).
През 1887 – 1888 година, този път заедно с берлинския антрополог Паул Еренрайх, изследва горното течение на Шингу, по точно източната съставяща я река Кулезеу-Кулуени. Заедно описват и изследват бита и културата на 12 индиански племена в района от четири езикови групи. Изследванията им, посветени на културата, лингвистиката и етнографията на посетените индиански племена са публикувани в книгите: „Durch Central-Brasilien: Expedition zur Erforschung des Schingú im J. 1884“ (Лайпциг, 1886) и „Unter den Naturvölkern Central-Brasiliens“ (Берлин, 1894).

### Следващи години (1889 – 1929)
През октомври 1890 година става преподавател по етнология в Университета в Марбург. Една година по-късно става професор. През 1892 година, две години след началото на своята преподавателска дейност, Щайнен напуска университета и се завръща в Берлин.
През 1897 – 1898 и 1902 година извършва изследвания на Маркизките о-ви в Тихия океан, а след това посещава САЩ.
От 1900 година до края на живота си е професор в Берлинския университет и оказва значителна помощ в организацията на етнографския музей в Берлин, където се съхраняват материалите събрани от него по време на всичките му експедиции, и на който е директор от 1904 до 1928 година.
Умира на 4 ноември 1929 година в Кронберг на 74-годишна възраст.

## Памет
Неговото име носи река Щайнен (устие, 13°06′ ю. ш. 54°49′ з. д. / 13.1° ю. ш. 54.816667° з. д.), в Бразилия, от басейна на река Шингу.